# Soulless
Soulless är det svenska death metal-bandet Graves tredje fullängdsalbum, och utgavs 1994 av Century Media Records. Det spelades in i Sunlight Studio och producerades av Thomas Skogsberg med assistans av Fred Estby (Dismember). Albumet mastrades av Peter In de Betou. En video spelades in till titellåten, "Soulless". Detta är sista albumet av Grave med Jörgen Sandström på sång. Han lämnade sedan bandet för att spela bas i Entombed.
Albumet återutgavs 2003 av Century Media som en dubbel-cd tillsammans med Hating Life. En ny utgåva, som enkel-cd, också innehållande videon till "Soulless", kom 2006. 

## Låtlista
1. "Turning Black"   – 4:31
2. "Soulless"   – 3:08
3. "I Need You"   – 4:18
4. "Bullets Are Mine"   – 3:43
5. "Bloodshed"   – 4:12
6. "Judas"   – 3:01
7. "Unknown"   – 3:37
8. "And Here I Die"   – 3:41
9. "Genocide"   – 3:47
10. "Rain"   – 4:08
11. "Scars"   – 5:33

## Banduppsättning
- Jörgen Sandström - gitarr, sång, bas
- Ola Lindgren - gitarr, bakgrundssång
- Jens "Jensa" Paulsson - trummor